# Markgröningen
Markgröningen è una città tedesca situata nel land del Baden-Württemberg.